# Napolitaan (paard)

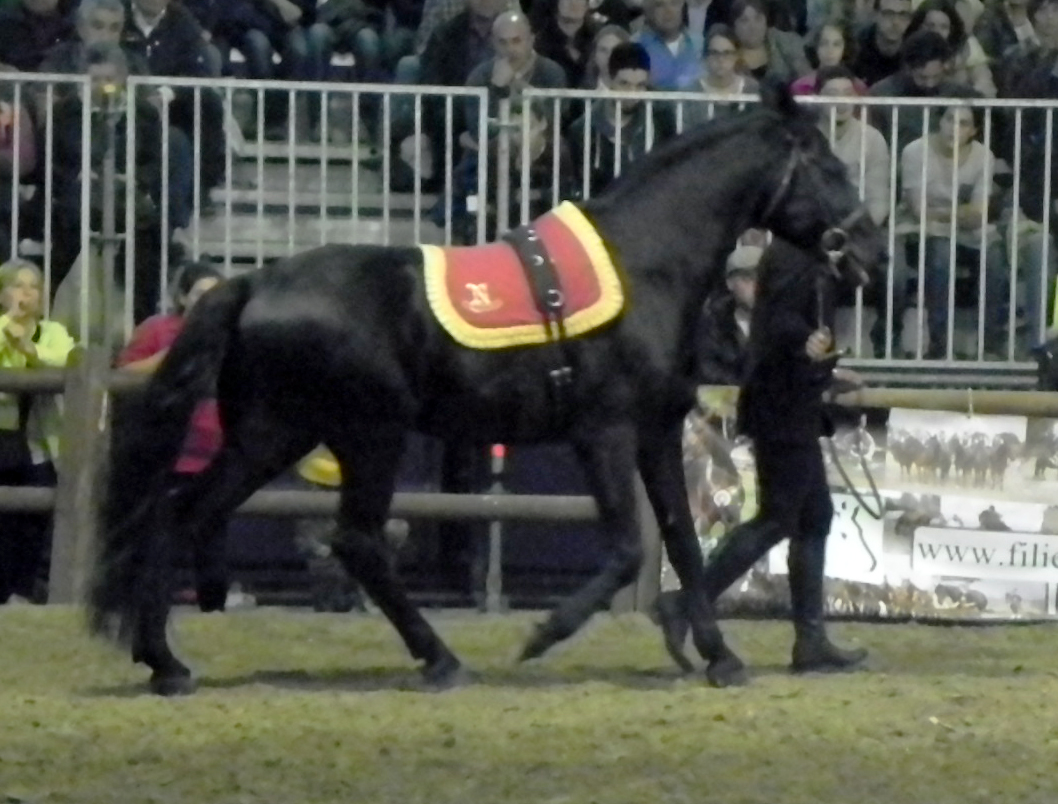
het type in 2014

De Napolitaan of het Napels paard is een paardenras dat ontstond in het Koninkrijk Napels in Italië. Hoewel het eens een voorbeeld was van een bijna legendarisch barokpaard, raakte het later in vergetelheid. Het ras werd in de barok binnen Europa gebruikt voor verbetering van diverse lokale rassen, maar geldt in de huidige tijd als 'uitgestorven'.

## Beschrijving
Al in de Romeinse tijd beoefende men rond Napels de rijkunst op edele paarden, hetgeen blijkt uit ruiterstandbeelden gevonden in de stad Herculaneum bij de Vesuvius.
In de barok lag een belangrijke kern van paardenfokkerij bij Napels in de landstreek Campanië. De stamouders kwamen onder andere van het Iberisch Schiereiland omdat er door de Spaanse overheersing kruising was van lokale paarden met andalusiërs en de arabier. 
Het paard wordt beschreven als een statig barokpaard. Het had een hoge halsaanzet, een donkere vacht en weelderige manen en staart. De  paarden hadden veel talent voor hogeschooldressuur en werden onder andere gebruikt voor cavalerie, carrouselrijden. De paarden hadden soepele gangen en konden worden gebruikt als rij- en tuigpaarden.
In werd 1532 in Napels een invloedrijke rijschool opgericht onder leiding van de Italiaanse ritmeesters Federigo Griso en Pasquale Caracciolo. 
Zij publiceerden voor het eerst een gespecialiseerd standaardwerk over de training van paarden. Binnen korte tijd vonden hun opvattingen ruime verspreiding. Het waren de hoogtijdagen van de klassieke dressuur waarin paarden meer en meer gebruikt werden om de pracht en praal aan het hof te onderstrepen.
Men vindt de Napolitaan in 1582 in de catalogus van paardenrassen in de Koninklijke stallen van Juan van Oostenrijk. Dat was een uitgave van Philip Galle met prenten van de bekendste Europese paardenrassen. 
Later werden de paarden graag gezien voor het fokken van lichtere trekpaarden voor de landbouw en de tuigsport.
Tot de 19e eeuw had de Napolitaan onder andere invloed op:
- hannoveraan
- kladruber
- lipizzaner, hengstenlijnen: Conversano en Nepolitano
- maremmana
- murgese, een verwant ras uit Apulië
- noriker
- Oost-Fries paard en Alt-Oldenburger
- salerno

Sinds ongeveer 1950 gold het ras als uitgestorven. Dat was de tijd van het doorzetten van de landbouwmechanisatie toen trek- en tuigpaarden overbodig werden door de opkomst van de tractor. 

## Recente fokkerij
Na een speurtocht vond men toch nog een klein aantal paarden van het gezochte type en begon een nieuwe foklijn. Het aantal exemplaren bedraagt in 2005 ca. 24, waaronder vier hengsten. 
Het sterkverwante ras uit de naaste omgeving is de murgese met een aantal van ca. 2500 dieren.

## Galerij

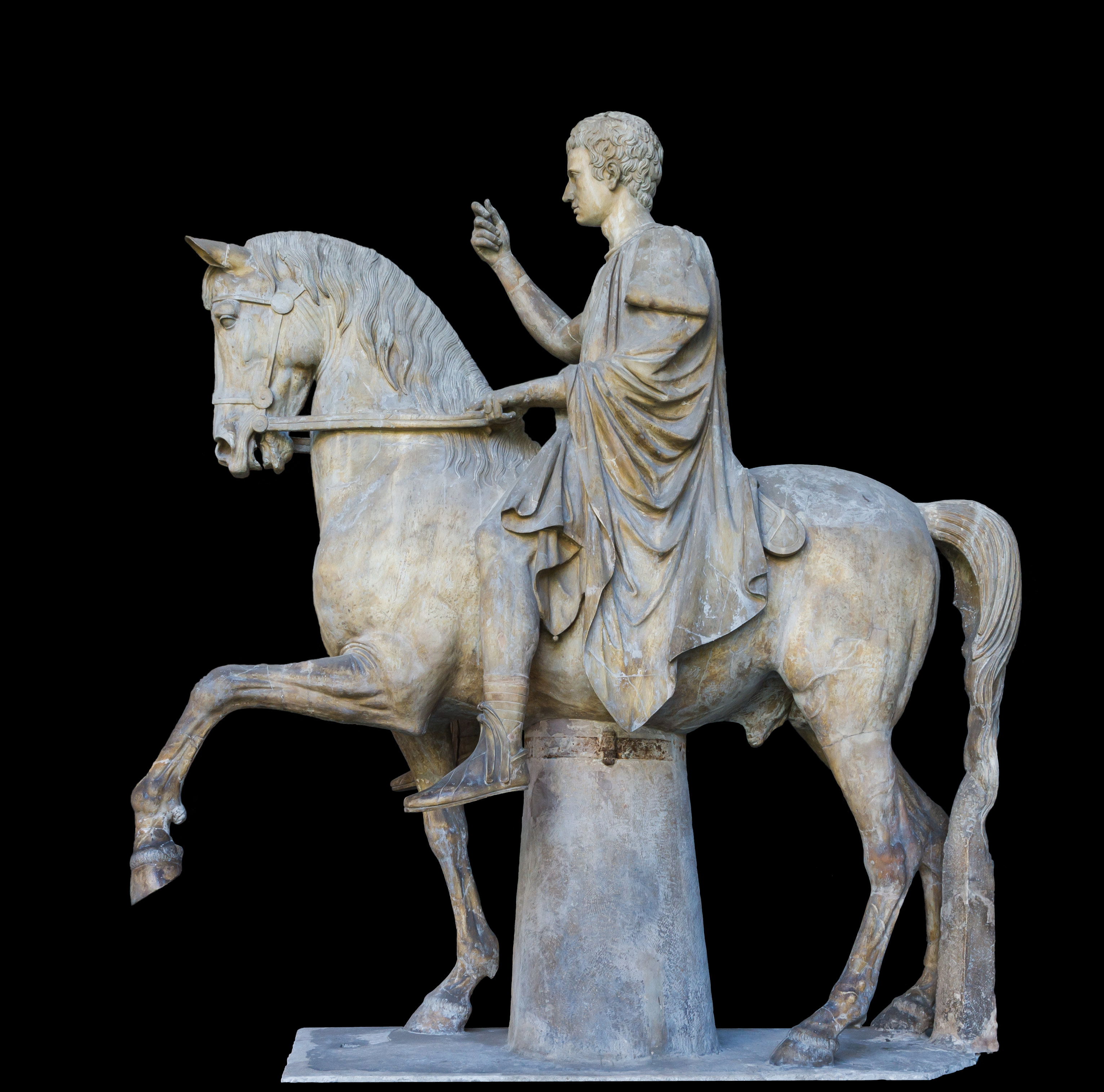
Ruiterstandbeeld van Marco Nonio Balbo, Nationaal Museum, Napels
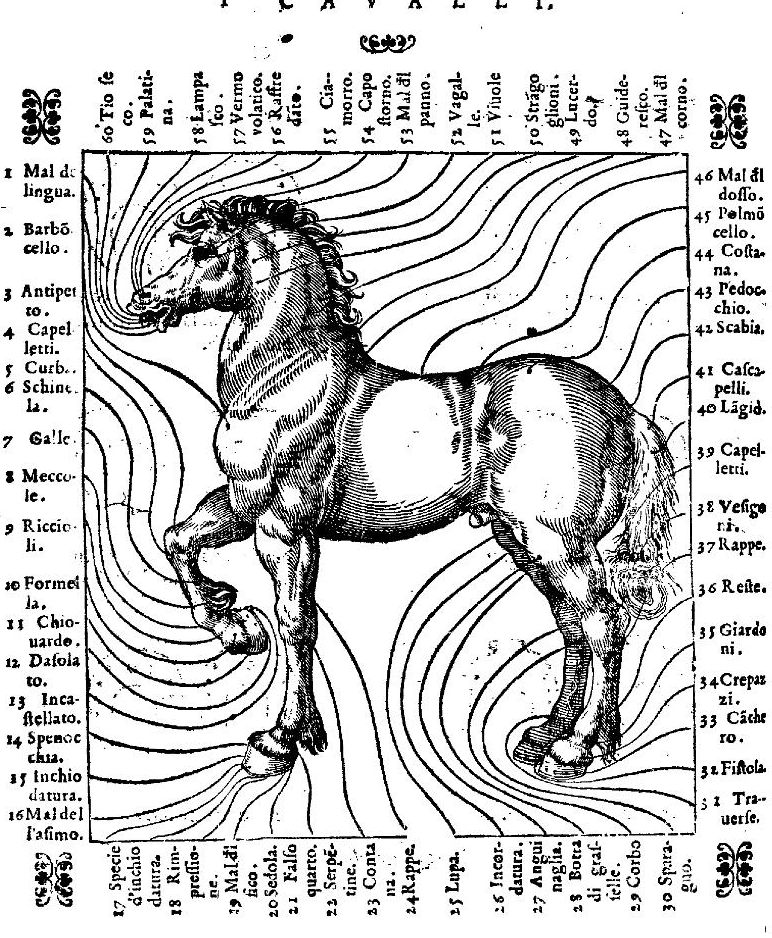
Cesare Fiaschi, tekening van een barokpaard, 1603